# Kira (Uganda)
Kira è un centro abitato dell'Uganda, situato nella Regione centrale. 